# Shenandoah (Iowa)
Shenandoah é uma cidade localizada no estado americano de Iowa, no Condado de Fremont e Condado de Page.

## Demografia
Segundo o censo americano de 2000, a sua população era de 5546 habitantes.
Em 2006, foi estimada uma população de 5221, um decréscimo de 325 (-5.9%).

## Geografia
De acordo com o United States Census Bureau tem uma área de
9,0 km², dos quais 9,0 km² cobertos por terra e 0,0 km² cobertos por água.

## Localidades na vizinhança
O diagrama seguinte representa as localidades num raio de 20 km ao redor de Shenandoah.